# 女の河 (1971年のテレビドラマ)
『女の河』（おんなのかわ）は、1971年5月17日から7月16日までTBS「花王 愛の劇場」枠にて放送された昼ドラマである。

## キャスト
- 松尾嘉代
- 中村俊一
- 久富惟晴
- 根上淳
- 鈴木光枝

## スタッフ
- 監督：鈴木英夫、阿部毅
- 脚本：高岡尚平
- 制作：TBS、大映テレビ室